# Sông Đak Pơ Kei
Sông Đắk Po Kei là một con sông đổ ra sông Đăk Bla. Sông có chiều dài 43 km và diện tích lưu vực là 300 km². Sông Đắk Po Kei chảy qua các tỉnh Kon Tum, Gia Lai.